# Sam Ervin
Sam Ervin (Morganton, 1896. szeptember 27. – Winston-Salem, 1985. április 23.) az Amerikai Egyesült Államok szenátora (Észak-Karolina, 1954–1974).